# Edward Kellett-Bowman
Edward Kellett-Bowman (* 25. Februar 1931 in Leeds; † 22. November 2022) war ein britischer Politiker der Conservative Party.

## Leben
Kellett-Bowman besuchte die Reed’s School in Cobham, Surrey und studierte an der Cranfield University. Von 1979 bis 1999 war er Abgeordneter im Europäischen Parlament. Er war mit der Politikerin Elaine Kellett-Bowman (1923–2014) in zweiter Ehe verheiratet.